# 60 Leonis
Cet article porte sur l'étoile b Leonis. Elle doit pas être confondue avec β (Beta) Leonis.
Désignations
60 Leonis (en abrégé 60 Leo) est une étoile de la constellation zodiacale du Lion. Elle porte également la désignation de Bayer de b Leonis, 60 Leonis étant sa désignation de Flamsteed. Elle est visible à l'œil nu avec une magnitude apparente de 4,40. D'après la mesure de sa parallaxe annuelle par le satellite Hipparcos, l'étoile est distante de ∼ 127 a.l. (∼ 38,9 pc) de la Terre. Elle se rapproche du Système solaire à une vitesse radiale de −11 km/s.
60 Leonis est une étoile blanche de la séquence principale de type spectral A1 Vm. Elle est généralement considérée comme une étoile Am,,, même si, plus récemment, LeBlanc et al. (2015) considèrent plutôt qu'il s'agit d'une étoile Ap. Son atmosphère montre clairement une stratification du fer, et aucun champ magnétique stellaire significatif n'a été détecté. L'étoile est âgée de 195 millions d'années et elle est 2,11 fois plus massive que le Soleil. Elle tourne lentement sur elle-même pour une étoile de type A, avec une vitesse de rotation projetée de 17 km/s. Son rayon est 1,80 fois plus grand que le rayon solaire, elle est 24,1 fois plus lumineuse que le Soleil et sa température de surface est de 9 540 K.